# Hansjörg Bitterlich
Hansjörg Bitterlich (* 4. Mai 1923 in Šluknov; † 23. Mai 1998 in St. Gallen), Pseudonym Bernhard Fugl, war ein österreichischer römisch-katholischer Pater und Abt des Klosters der Regularkanoniker vom Heiligen Kreuz in Silz sowie Mitbegründer des Engelwerkes und Buchautor.

## Leben
Hansjörg Bitterlich wurde 1923 in Šluknov (Schluckenau; Sudetenland) als Sohn von Hans und Gabriele Bitterlich sowie als jüngerer Bruder von Roswitha Bitterlich geboren. Von 1928 bis 1973 lebte er mit seiner Familie in Innsbruck.
Nach dem Zweiten Weltkrieg besuchte er das Priesterseminar der Diözese Innsbruck und empfing am 30. Mai 1953 die Priesterweihe.
Er wurde erster neuer Abt im Orden der Regularkanoniker vom Heiligen Kreuz, der 1903 ausgestorben und 1979 von Mitgliedern des durch seine Mutter gegründeten Engelwerkes wiederbelebt worden war.
Nachdem die Kongregation für die Glaubenslehre 1992 den Gebrauch der angeblichen Privatoffenbarungen seiner Mutter untersagt hatte, protestierte er vehement gegen diese Entscheidung. Daraufhin wurde er als Abt abgesetzt und laut Engelwerk-Angaben exklaustriert, wonach er in Fusch an der Großglocknerstraße lebte. In dieser Zeit verfasste er unter dem Pseudonym Bernhard Fugl das Buch Das Geheimnis des Kreuzes. Im Jahr 1997 unterhielt er Kontakte zur islamischen Gülen-Bewegung.
Am 23. Mai 1998 erlag er in St. Gallen einem Herzversagen, nachdem er seinen Lippstädter Verleger Claus Peter Clausen erfolgreich mit der Gründung des offen auf Gabriele Bitterlichs Lehren basierenden „Engelbundes“ beauftragt hatte.